# W o el recuerdo de la infancia
W o el recuerdo de la infancia (en francés, W ou le souvenir d'enfance) es un libro del escritor francés Georges Perec, publicado en 1975 en la colección «Les Lettres nouvelles» de Éditions Denoël. En castellano fue publicado por primera vez en 1987 en la colección «Narrativa» de Ediciones Península, con traducción de Alberto Clavería.
Dedicado a una persona con la inicial E., el libro contiene dos relatos en paralelo: el primero es la reescritura de una historia ficticia olvidada, titulada W y escrita por el autor en su niñez; el segundo es un intento de Perec por escribir su autobiografía de aquellos años, en gran parte olvidada por los estragos de la Segunda Guerra Mundial y el Holocausto.

## Historia editorial
En una carta dirigida a Maurice Nadeau, Perec le comentó sobre sus proyectos literarios a mediano y largo plazo, correspondientes a cuatro libros, el tercero de los cuales era W, una novela de aventuras que estaría situada en Tierra del Fuego. El libro W o el recuerdo de la infancia surgió a partir de este primer proyecto titulado W. Si bien los tres libros restantes fueron abandonados, el cuarto quedó bastante desarrollado, y acabó publicándose póstumamente en 2022 como Lieux, traduciéndose al español como Lugares.
W o el recuerdo de la infancia está firmado por Perec en París, Carros y Blévy, entre 1970 y 1974. Sin embargo, los capítulos en cursivas habían sido publicados anteriormente como folletines en serie en los números 81-94 y 96-100 de la revista La Quinzaine Littéraire, entre el 16 de octubre de 1969 y el 1 de agosto de 1970.
Luego de su primera edición en castellano de 1987, el libro fue reeditado, con la misma traducción, en marzo de 2003 en El Aleph Editores y en abril de 2014 en la editorial Menoscuarto. Una nueva traducción de Gloria Casanueva y Hernán Soto se publicó en 2005 por LOM Ediciones.

## Estructura
| ¿Cómo podría aclarar esa bruma desatinada en que se agitan sombras? —Raymond Queneau. Epígrafe de la primera parte. |

| ¿Es pues mi porvenir esa bruma desatinada en que se agitan sombras? —Raymond Queneau. Epígrafe de la segunda parte. |

El libro está dividido en dos partes, cada una de ellas subdividida en breves capítulos enumerados. La primera parte contiene once capítulos, mientras que la segunda parte contiene veintiséis. Los capítulos se intercalan a lo largo del libro de manera que cada capítulo autobiográfico está precedido por un capítulo escrito enteramente en cursivas y referido a la historia ficticia de W. Ambas partes comienzan con un capítulo en cursivas, es decir, de carácter ficticio. La primera parte acaba también en cursivas, pero el final de la segunda parte es autobiográfico.
Tanto la primera parte del libro como los capítulos autobiográficos de la segunda parte están escritos en primera persona singular. Sin embargo, los capítulos que narran la historia ficticia en la segunda parte están escritos de manera descriptiva, en tercera persona singular. En la historia ficticia de la primera parte, el narrador explica cómo llegó a viajar a la isla de W, mientras que en la segunda parte, este describe cómo viven los habitantes de dicha isla.

## Argumentos

Esquema de W. Los círculos representan los pueblos, los puntos los estadios, y el cuadrado negro el Estadio Central. Los pueblos alejados entre sí (líneas segmentadas) se consideran enemigos.

Árbol genealógico de Perec descrito en el libro. Entre paréntesis están los nombres que asumieron algunos para ocultar su identidad judía. La línea segmentada denota adopción.

| Historia ficticia El narrador es un francés que tras quedar huérfano fue criado por los vecinos de su padre. A los dieciséis años dejó el campo y se fue a vivir a la ciudad. Allí se alistó en el ejército, pero al tercer año de servicios decidió desertar. Desde entonces se ocultó trabajando humildemente como engrasador en una pequeña ciudad alemana, bajo la falsa identidad de Gaspard Winckler. Un día es contactado por Otto Apfelstahl, miembro de una sociedad de ayuda a los náufragos, quien le explica la procedencia de su falsa identidad, la cual este ignoraba. Caecilia Winckler, la madre del verdadero Gaspard Winckler, trabajaba en una organización de ayuda a los fugados de la guerra. Como su hijo era un niño débil y sordomudo que vivía aislado, le proporcionó su propio nombre para que comenzara una nueva vida. Tiempo después, la madre se llevó a su hijo por el mundo en busca de una cura, hasta que naufragaron en Tierra del Fuego hace quince meses. Otto le pide al narrador que vaya en la búsqueda del niño, el único del que no encontraron su cadáver, posiblemente porque los tripulantes lo abandonaron antes del accidente, o bien porque este escapó del barco antes del naufragio. La segunda parte del libro habla de la misteriosa isla de W, ubicada en el archipiélago de Tierra del Fuego. Se trata de un oasis de vegetación en medio de los hielos desérticos. Una isla que vive en torno a la exaltación del deporte, es decir de la competición y la victoria. Se describe su organización, administración y división política en cuatro pueblos: W, Norte-W, Oeste-W y Noroeste-W, los cuales se enfrentan constantemente en competiciones deportivas. Se describen los distintos tipos de competiciones, así como las fastuosas celebraciones destinadas a los competidores victoriosos, los cuales son premiados con un festín que les permite satisfacer su regulada carencia alimenticia. Los premios también conllevan títulos honoríficos y otros beneficios, estrictamente regulados por el Consejo deportivo. Tales títulos honoríficos prevalecen por sobre la identidad de los competidores, los cuales no tienen nombres individuales. Por otra parte, a los derrotados se les castiga con vejaciones que, en casos aislados, pueden incluso conducir a la muerte. La Administración tiene poder absoluto para intervenir las competiciones, añadiendo incertidumbre y factores de azar, que permiten que cualquiera pueda ganar, incluso aquellos que no son los mejores. Estas leyes cambian constantemente, y los deportistas no las pueden conocer nunca del todo. La sociedad en la isla es ultramachista: las mujeres no compiten y viven encerradas. El acto sexual, reducido a violentas violaciones, es regulado y visto como espectáculo competitivo, en el cual los hombres se comportan como bestias. Niños y niñas de W se crían solos y aislados de los adultos hasta los catorce años, sin reglas y felices. Luego los separan, y los chicos son llevados a la «vida real», aquella competición incesante e infernal a la que acaban siendo subyugados. Los novicios son apadrinados por los campeones, y a su vez comercializados por éstos como sirvientes a otros competidores. Los veteranos que acaban su carrera deportiva pierden todos sus privilegios y se convierten en vagabundos, a menos que, por alguna ley azarosa, consigan un cargo administrativo o de servicio. La vida en W es tortura, tormento, humillación, terror. Por todo esto, los récords de las competiciones son todos mediocres. Supuestamente W ha dejado de existir y hoy son ruinas abandonadas. Winckler fue el único que estuvo allí y pudo documentar su incomprensible horror, que a la vez no carecía de cierta fascinación. | Autobiografía El narrador es el mismo Georges Perec. Hijo de judíos polacos, quedó huérfano producto del Holocausto, por lo que fue adoptado por sus tíos paternos. Casi no conserva recuerdos de su infancia. A los trece años inventó una historia llamada «W», ya olvidada pero que trataba acerca de «la vida de una sociedad exclusivamente preocupada por el deporte en un islote de Tierra del Fuego». Ya de adulto reinventó la historia y la publicó por entregas entre 1969 y 1970. Ahora, en 1974, se propone con este libro acabar de descifrar su niñez. Perec comienza describiendo sus dos primeros recuerdos, los que advierte que posiblemente estén muy alterados. Luego menciona datos objetivos de su niñez, referentes a lugares, fechas y nombres de su familia, y contextualiza su infancia en medio de la persecución nazi. Posteriormente copia textualmente (añadiendo notas aclaratorias) dos textos autobiográficos escritos por él hace más de quince años; el primero de ellos se refiere a su padre y los Peretz, y el segundo a su madre, de la que tiene menos información. Continúa con algunos recuerdos aislados relacionados con la calle Vilin donde vivía en París, sobre el bulevar Delessert, el Éxodo, su escuela y la despedida de su madre en el convoy de la Cruz Roja que lo llevó a casa de sus tíos. En la primera parte del libro acaba con la descripción de tres fotografías con su madre. La segunda parte comienza con Perec explicando que escribió extensamente sobre W entre los 11 y los 15 años de edad, pero que hasta los 17 o 18 años sus recuerdos son difusos, por lo que olvidó los detalles de la historia. Luego comenta algunos recuerdos de Villard-de-Lans, adonde se fue a vivir con su familia adoptiva. Habla de su primera pensión infantil en Les Frimas, muy cerca de su nueva familia, y de sus estudios durante dos años en el colegio católico Turenne, donde fue bautizado en 1943, en una ceremonia para la que se preparó con devoción. De este colegio recuerda las visitas que recibía de sus tías, algunas actividades como la recolección del heno o la práctica del esquí, deporte al que era aficionado, la Navidad de 1943, cierta vez en que ayudaron proveyendo comida a unos soldados de la Resistencia francesa, o bien cierta ocasión en que intentó engañar a sus compañeros haciéndoles creer que viajaría a Palestina. Más tarde rememora vagamente su pensión en Lans, adonde se fue a vivir con su abuela, pese a la idea inicial de irse con su tío León a Palestina. Sus recuerdos se vuelven más claros tras la Liberación, gracias a la cual regresó con su abuela a Villard-de-Lans, para luego mudarse con su tía (no política) Berthe y su hijo adolescente, Henri. Recuerda su paso por una escuela municipal a los ocho años, por el Liceo Claude-Bernard desde 1946 y el colegio Geoffroy-Saint-Hilaire en 1949 en Étampes. En esta época comenzaron a manifestarse sus problemas de lateralidad, su gusto por los trucos mnemotécnicos y por la lectura y la relectura, en la cual descubre una especie de memoria. Finalmente, recuerda la capitulación de Japón en la guerra, los avances aliados y su regreso a París donde su tía Esther. Al final del libro, Perec aclara que la historia de W es una alegoría de los campos de concentración. No recuerda por qué la situó originalmente en Tierra del Fuego, pero destaca el hecho de que al momento de acabarla, esas tierras están significativamente siendo usadas como campos de prisioneros por los «fascistas de Pinochet». |

## Análisis de la obra
La académica Christelle Reggiani, profesora de La Sorbona y especialista en las obras de Perec y de Oulipo, define esta obra como un «relato sobre la ausencia».
Para el doctor en filosofía y crítico chileno Adolfo Vásquez Rocca, director de la revista Observaciones Filosóficas, en este libro, como en varios otros de Perec, el autor utiliza la figura del «catálogo», así como una estructura narrativa hipertextual que multiplica las posibilidades del texto a partir de sus tres ejes narrativos, los cuales no mantienen siempre una linealidad cronológica: la narración del falso Gaspard Winckler en la primera parte, la descripción de W en la segunda, y los textos autobiográficos presentes a lo largo de todo el libro. Estos tres ejes, para Vásquez, se articulan en torno a la meditación acerca del poder desde una visión marginal.

## Recepción e impacto
El 12 de diciembre de 1975 se emitió para la radio alemana Saarländischer Rundfunk una discusión sobre esta obra entre Georges Perec y Eugen Helmle, con quien el autor trabajó en diversos proyectos radiales. La emisión incluyó lecturas en francés y alemán de diversos pasajes.

## Adaptaciones al teatro
Este obra fue adaptada al teatro bajo la dirección de Bernard Palmi. La pieza fue presentada en el Teatro de la Minoterie de Marsella en diciembre de 1991.